# Mike Jarmoluk
Michael M. Jarmoluk Jr. (Filadelfia, 22 ottobre 1922 – Ocala, 23 novembre 2004) è stato un giocatore di football americano statunitense che ha giocato nel ruolo di defensive lineman nella National Football League. Al college ha giocato a football alla Temple University

## Carriera
Jarmoluk fu scelto nel corso del settimo giro del Draft NFL 1945 dai Detroit Lions ma debuttò come professionista coi Chicago Bears  nel 1946, vincendo subito il campionato NFL nella sua prima stagione. In carriera, oltre che come defensive lineman, giocò occasionalmente anche come quarterback e come wide receiver. Fu convocato per il Pro Bowl nel 1947 e due anni dopo vinse il suo secondo campionato NFL mentre militava tra le file dei Philadelphia Eagles, la squadra con cui passò la maggior parte della carriera. Si ritirò dopo la stagione 1955.

## Palmarès
2
Chicago Bears: 1946
Philadelphia Eagles: 1949
- Convocazioni al Pro Bowl: 1

1947

## Statistiche
| Partite    | 118 |
| Intercetti | 7   |